# 彼得宮區

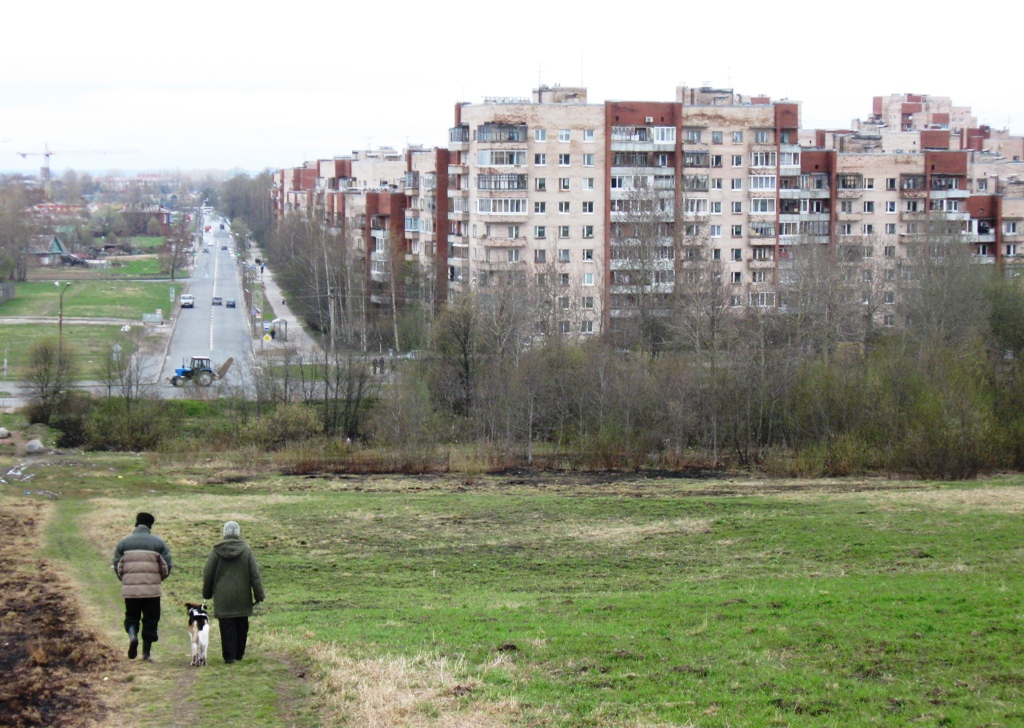

59°53′N 29°52′E / 59.883°N 29.867°E
彼得宮區（羅馬化：Petrodvortsovy rayon）是俄羅斯的一個區，位於該國西北部，由聖彼得堡負責管轄，面積109平方公里，2010年人口128,156，人口密度每平方公里1,175.74人。